# Đorđe Nikolajević
Đorđe Nikolajević (Jazak u Srijemu, 20. travnja 1807. – Sarajevo, 2. veljače 1896.), srpski pravoslavni bogoslov, svećenik i mitropolit dabrobosanski, sin svećenika Simeona. Razradio je doktrinu o srpstvu Dubrovnika i djelovao u rečenom gradu u doba postojanja srbokatoličkog pokreta. U Dubrovnik je došao 1829. godine, a episkop Josip Rajačić postavio ga je 1833. za dubrovačkog paroha.
Bio je oduševljeni ilirac i panslavist, ali se krajem 1840-ih okrenuo isključivo srpstvu (čak i svesrpstvu) kojem je pridavao jako vjersko obilježje. U to doba blisko je surađivao s ruskim konzulom u Dubrovniku Jeremijom Gagićem i Matijom Banom tijekom njegova boravka u Dubrovniku 1848., zajedno radeći s njima na srpskoj promidžbi. Lobirao je za izgradnju pravoslavne crkve u povijesnoj jezgri, a ta želja mu se naposljetku ostvarila godine 1877. U Dubrovniku je postao agentom Garašaninove promidžbe radi čega je kasnije bio premješten u Zadar. Odigrao je veliku ulogu u procesu srpske nacionalne integracije u Dalmaciji, u prvom redu putem Srbsko-dalmatinskog magazina kojeg je uređivao u razdoblju od 1842. do 1862. godine. Dosta je boravio u dubrovačkoj pismohrani i proučavao ćirilićne isprave. Sve to objavio je 1840. godine u knjizi Srbski spomenici. U Magazinu je u četiri navrata pisao o dubrovačkoj književnosti, svrstavajući je u srpsku. Prvi prilog naslovio je: "Spisatelji dubrovački koi su Srbskim jezikom, a talijanskim slovima pisali". Bio je član SANU.